# Surf de neu paralímpic

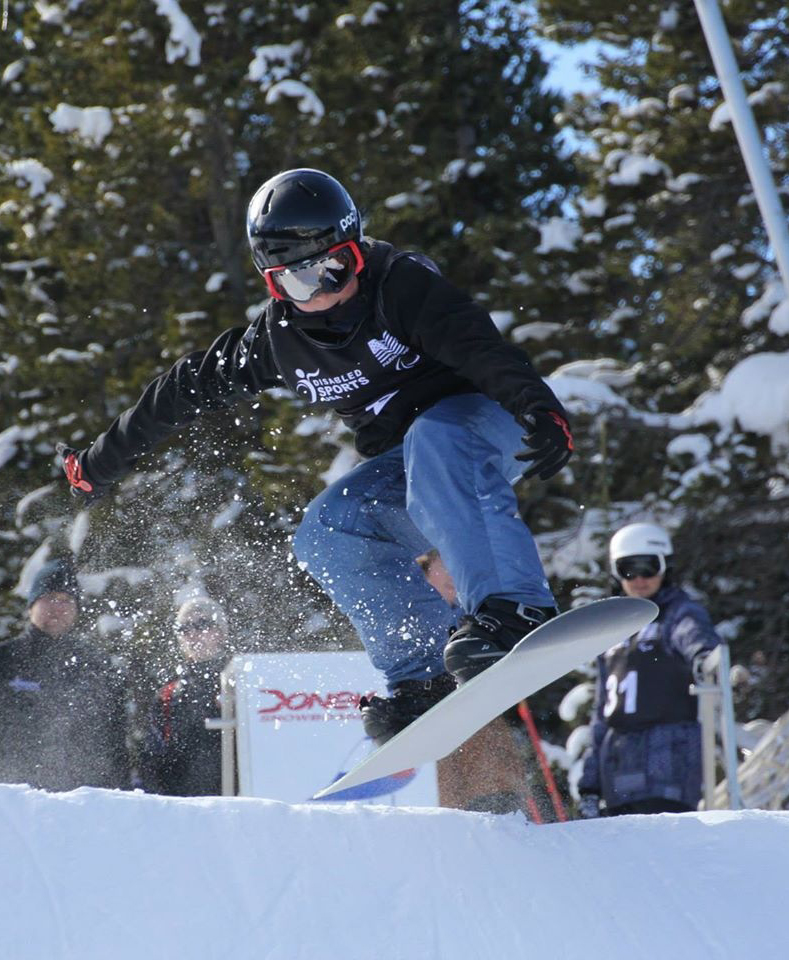
Snowboarder paralímpic australià Ben Tudhope. Als 14 anys, fou el competidor més jove als Jocs Paralímpics d'Hivern de 2014 de qualsevol país.

El Surf de neu paralímpic és un esport que practicat per centenars d'atletes arreu del món.
El Comité Paralímpic Internacional (IPC) en defineix dues classes: SB-LL per a atletes amb una discapacitat física que afecta una o ambdues cames, i SB-UL per atletes amb una discapacitat física que els afecta un o ambdós braços i que competeixen dempeus. L'esport va debutar oficialment als Jocs Paralímpics d'Hivern el 2014 Sotxi, Rússia.

## Als Jocs Paralímpics
Després del rebuig inicial del 2011, el Comité Paralímpic Internacional va canviar de criteri i va afegir el Surf de neu paralímpic al programa d'esquí alpí el 2 de maig de 2012. El President del Comité Organitzador dels Jocs Olímpics de Sotxi 2014, Dmitry Chernyshenko, va donar la benvinguda al nou esport, dient: L'esport va a fer el seu debut oficial als Jocs Paralímpics d'Hivern de 2014 a Sotxi. Sola participaren atletes de classe SB-LL.

## Futur
El surf de neu paralímpic fou un èxit a Sotxi, amb les entrades venudes de les primeres. A l'abril de 2014 l'IPC va anunciar plans per afegir eslàlom a les competicions dels Jocs Paralímpics d'Hivern 2018 a Pyeongchang, a Corea del Sud. La novetat a les competicions de surf de neu serà la participació d'atletes de forma simultània i no sols contrarellotge. No hi havia encara cap pla per afegir en aquesta prova als discapacitat visuals. L'any 2014 les proves per a discapacitats visuals no van ser considerades com a esdeveniments de medalla per la federació a causa de l'escàs nombre d'atletes participants internacionalment.